# La piccola Nell
La piccola Nell (さすらいの少女ネル?, Sasurai no shōjo Nell) è un anime giapponese prodotto nel 1979 da Dax International in 26 episodi, tratto dal romanzo La bottega dell'antiquario di Charles Dickens. La serie è andata in onda per la prima volta in Giappone a partire da ottobre 1979 e in Italia dal 1983 su alcune televisioni locali.

## Trama
Nell è una ragazzina che vive con il nonno che gestisce un piccolo negozio di antiquariato. Un giorno però il vecchio, che purtroppo ha la mania del gioco d'azzardo, perde tutti i suoi averi a poker e soprattutto perde Nell, anch'essa posta in gioco, che il creditore, lo strozzino Kilp, vuole dare in sposa a Brass, il suo avvocato. Il nonno e Nell saranno costretti quindi a fuggire e a peregrinare nei dintorni di Londra, alla ricerca di Rosa, madre di Nell e di Mario, suo fratello, che se ne erano andati anni prima per dissapori con il vecchio.
Una volta raggiunta la casa della madre, sempre inseguiti dall'avvocato Brass, la scoprono disabitata e un abitante del villaggio rivela loro che la donna ed il figlio sono partiti per "Paradiso". Nell decide così di partire verso questo luogo sconosciuto di cui nessuno sembra aver mai sentito parlare. Durante il suo lungo viaggio sarà costantemente inseguita da Brass e dai suoi scagnozzi che cercheranno in tutti i modi di rapirla. Viene anche seguita da un misterioso individuo alto con barba e cappello. Dopo una serie di vicissitudini ed incontri con innumerevoli personaggi, Nell raggiungerà "Paradiso" per scoprire che sua mamma è in realtà morta e che il misterioso individuo altri non è che suo fratello Mario.

## Personaggi principali
Nell
Doppiata da:  Youko Asagami (ed. giapponese), Antonella Baldini (ed. italiana)
Adolescente molto legata al nonno, che dopo la partenza della madre e del fratello è l'unico familiare che le è rimasto vicino.
Trent
Doppiato da:  Mario Milita (ed. italiana)
Nonno paterno di Nell, ama molto la nipote e vorrebbe per lei una vita migliore. Per questo gioca d'azzardo e perde tutti i suoi averi, ritrovandosi indebitato con lo strozzino Kilp.
Rosa
Madre di Nell, se ne è andata di casa anni prima perché il suocero l'ha accusata ingiustamente di aver provocato la morte del marito per la sua trascuratezza. La donna riesce a portarsi con sé il figlio, ma il vecchio Trent le impedisce di prendere anche la figlia Nell, che quindi è costretta ad abbandonare.
Mario
Fratello maggiore di Nell, se n'è andato di casa assieme alla madre quando Nell era ancora piccola.
Keith
Doppiato da:  Toshiko Ota (ed. giapponese), Fabrizio Manfredi (ed. italiana)
Ragazzino impiegato nel negozio di antiquariato di Trent, amico di Nell.
Kilp
Doppiato da:  Adolfo Lastretti (ed. italiana)
Strozzino ed imprenditore, vuole mettere le mani sul negozio di antiquariato di Trent per poter possedere l'intero quartiere. Presta dei soldi al vecchio che li perde al gioco.
Brass
Doppiato da:  Shun Yashiro (ed. giapponese), Rodolfo Bianchi (ed. italiana)
Avvocato tirapiedi di Kilp, nutre un amore morboso verso Nell e spera di sposarla,é un uomo molto più vecchio di lei e lo detesta.

## Trasmissione italiana e sigle
Il doppiaggio è stato eseguito presso lo studio Arizona e la direzione è stata affidata a Francesco Marcucci. La narrazione è a cura di Alina Moradei.
Il cartone è stato trasmesso per molti anni specialmente sui circuiti syndication di Euro TV e Supersix, sempre con le sigle originali giapponesi strumentali.
Nel 2006 la serie è stata edita in DVD dalla Stormovie: per l'occasione i Cavalieri del Re hanno inciso La piccola Nell (parole e musica di Riccardo Zara) e Piccola piccola Nell (parole e musica di Jonathan Zara), sigle iniziale e finale che tuttavia non sono state utilizzate per la messa in onda televisiva, bensì solo per quell'edizione, e sono state pubblicate a sé su alcune compilation dello stesso editore.
A partire dal 14 luglio 2014, la serie viene frequentemente replicata sul contenitore Contactoons, in onda prima sull'emittente locale Telemilano e poi sulla syndication CaféTV24 e Universe. In queste nuove trasmissioni la serie è rititolata Piccola dolce Nell ed ha sia in apertura che in chiusura una nuova sigla italiana omonima, cantata da Santo Verduci e pubblicata nel 2016 sul CD Contactoons 3. La stessa edizione è stata resa disponibile liberamente dal 12 ottobre 2016 sul canale ufficiale YouTube della società Sanver Production, che gestisce il contenitore ed i diritti della serie.
Nel 2020 vengono realizzate due sigle per la messa in onda televisiva: Piccola Nell (sigla di testa) e Sotto le nuvole (sigla di coda) scritte da Arnaldo Capocchia e cantate da Stefania Mantelli delle Mele Verdi, pubblicate su dischi ARC.

## Episodi
| Nº | Titolo italiano Giapponese 「Kanji」 - Rōmaji                               | In onda          | In onda |
| Nº | Titolo italiano Giapponese 「Kanji」 - Rōmaji                               | Giapponese       |         |
| 1  | Partenza all'alba 「夜明けの脱出」 - Yoake no dasshutsu                     | 25 ottobre 1979  |         |
| 2  | Verso il Paradiso 「パラダイスへ行った母」 - Paradaisu he itta haha         | 1º novembre 1979 |         |
| 3  | I Burattinai 「売られたネル」 - Ura reta neru                               | 8 novembre 1979  |         |
| 4  | Un momento di felicità 「つかのまのしあわせ」 - Tsukanoma no shiawase       | 15 novembre 1979 |         |
| 5  | Notte di tempesta 「嵐の一夜」 - Arashi no ichiya                           | 22 novembre 1979 |         |
| 6  | Un'altra mamma 「母の面影」 - Haha no omokage                               | 29 novembre 1979 |         |
| 7  | Il sogno di Paul 「鳥になった少年」 - Tori ni natta shōnen                  | 6 dicembre 1979  |         |
| 8  | Pericolo sulle montagne 「危険な山越え」 - Kiken na yamakoshi e             | 13 dicembre 1979 |         |
| 9  | La vigilia di Natale 「クリスマスイブの出来事」 - Kurisumasuibu no dekigoto | 20 dicembre 1979 |         |
| 10 | Inseguimento sul molo 「波止場の追跡」 - Hatoba no tsuiseki                 | 27 dicembre 1979 |         |
| 11 | Viaggio in mare 「よろこびの船路」 - Yorokobino fune michi                  | 10 gennaio 1980  |         |
| 12 | La chiesa sul lago 「パラダイスはどこ?」 - Paradaisu hadoko?                | 17 gennaio 1980  |         |
| 13 | Il furto del carillon 「消えたオルゴール」 - Kie ta orugoru                 | 24 gennaio 1980  |         |
| 14 | Lo straniero 「つかまったネル」 - Tsukamatta neru                           | 31 gennaio 1980  |         |
| 15 | Addio nonno 「さよなら・おじいちゃん」 - Sayonara ojiichan                  | 7 febbraio 1980  |         |
| 16 | Il rapimento di Nell 「キルプのわるだくみ」 - Kirupu nowarudakumi           | 14 febbraio 1980 |         |
| 17 | Uno strano ospite 「秘密の家のお客さま」 - Himitsu no ie noo kyaku sama     | 21 febbraio 1980 |         |
| 18 | La vendetta di Ginger 「兄さんがいた?」 - Niisan ga ita?                    | 28 febbraio 1980 |         |
| 19 | La regina dei fiori 「花の女王」 - Hana no joō                              | 6 marzo 1980     |         |
| 20 | Un fortunato incontro 「ジュリエットの恋人」 - Jurietto no koibito          | 13 marzo 1980    |         |
| 21 | Il castello dei fantasmi 「古城のゆうれい」 - Kojō no yûrei                 | 20 marzo 1980    |         |
| 22 | La storia di Mack 「おじいちゃんの秘密」 - Ojiichanno himitsu               | 27 marzo 1980    |         |
| 23 | Il piccolo Principe 「幸運のぼろきれ王子」 - Kōun no borokire ōji           | 10 aprile 1980   |         |
| 24 | Kilp in trappola 「追いつめられたキルプ」 - Oi tsumerareta kirupu           | 17 aprile 1980   |         |
| 25 | Una dolorosa scoperta 「愛の楽園」 - Ai no rakuen                           | 24 aprile 1980   |         |
| 26 | Il Paradiso 「希望の旅立ち」 - Kibō no tabidachi                            | 1º maggio 1980   |         |